# Nikon D700
Nikon D700 – pełnoklatkowa lustrzanka cyfrowa firmy Nikon. Premiera miała miejsce 1 lipca 2008 roku. Aparat został wyposażony w matrycę CMOS w formacie FX o rozdzielczości 12,1 megapikseli i procesor EXPEED. Jako nośniki pamięci dla aparatu przeznaczono karty CF. Korpus aparatu został wykonany ze stopów magnezu i dodatkowo uszczelniony. Od 2012 roku jest on wycofany z produkcji.
W 2009 r. aparat otrzymał nagrodę CAMERA GRAND PRIX 2009.